# Riocreuxia alexandrina
Riocreuxia alexandrina là một loài thực vật có hoa trong họ La bố ma. Loài này được (Huber) R.A. Dyer miêu tả khoa học đầu tiên năm 1981.